# Daniele Gilardoni
Daniele Gilardoni (Lecco, 1 de abril de 1976) es un deportista italiano que compitió en remo.
Ganó trece medallas en el Campeonato Mundial de Remo entre los años 1998 y 2011, y una medalla de plata en el Campeonato Europeo de Remo de 2008.

## Palmarés internacional
| Campeonato Mundial | Campeonato Mundial      | Campeonato Mundial | Campeonato Mundial      |
| Año                | Lugar                   | Medalla            | Prueba                  |
| ------------------ | ----------------------- | ------------------ | ----------------------- |
| 1998               | Colonia (Alemania)      | Medalla de bronce  | Ocho con timonel ligero |
| 1999               | St. Catharines (Canadá) | Medalla de oro     | Cuatro scull ligero     |
| 2000               | Zagreb (Croacia)        | Medalla de plata   | Cuatro scull ligero     |
| 2001               | Lucerna (Suiza)         | Medalla de oro     | Cuatro scull ligero     |
| 2002               | Sevilla (España)        | Medalla de oro     | Cuatro scull ligero     |
| 2003               | Milán (Italia)          | Medalla de oro     | Cuatro scull ligero     |
| 2004               | Bañolas (España)        | Medalla de oro     | Cuatro scull ligero     |
| 2005               | Kaizu (Japón)           | Medalla de oro     | Cuatro scull ligero     |
| 2006               | Eton (Reino Unido)      | Medalla de oro     | Cuatro scull ligero     |
| 2007               | Múnich (Alemania)       | Medalla de oro     | Cuatro scull ligero     |
| 2008               | Ottensheim (Austria)    | Medalla de oro     | Cuatro scull ligero     |
| 2009               | Poznań (Polonia)        | Medalla de oro     | Cuatro scull ligero     |
| 2011               | Bled (Eslovenia)        | Medalla de oro     | Cuatro scull ligero     |
| Campeonato Europeo |                         |                    |                         |
| Año                | Lugar                   | Medalla            | Prueba                  |
| 2008               | Maratón (Grecia)        | Medalla de plata   | Doble scull ligero      |